# 杨立德
杨立德（1896年—1950年），字竹庵，汉族，元代住路南武德将军普鲁海牙后裔，云南路南县鹿阜镇南门街人。中国近代政治人物。

## 生平
幼年丧父，由叔父资助在家读完私塾后，到昆明省立第一中学读书，在校时成绩优秀，专于书法作文，毕业后考入云南讲武堂第十三期步兵。从讲武堂毕业后任滇军排长。1923年，随军赴广东参加对陈炯明部粤军的讨伐战事，任驻滇粤军第二军步兵连排长、连长。1926年，随部参加北伐战争。1927年返回云南供职。1927年云南发生二六政变，龙云当上云南省主席，他因有功升为团长。1928年，任河口对汛督办。1929年任云南军需局长，1930年任陆军第二十八军第18师参谋长，10月又任讨逆军第10路前敌总指挥部少将参谋长，1931年10月至1932年10月，任云南兵工厂厂长。
抗日战争时期，任云南绥靖公署中将副官。1936年8月，任滇黔绥靖公署副官处处长。1939年12月，任昆明行营总务处处长。1942年，中共中央南方局派华岗到云南来做争取龙云工作，杨立德从中联络，并亲自布置各县协助查找红军长征时留散在云南的红军。1945年10月，蒋介石派杜聿明用武力将龙云赶下台，杨立德也遭逮捕。1946年，卢汉任云南省主席时才被释放。1946年7月，李闻惨案在昆明暴发后，又被国民党云南警备司令部诬陷为后台被逮捕，在狱中受到严刑逼供，最后由卢汉派车将他从狱中接出。1947年，以无党派人士选为路南县国大代表。1947年冬他接受卢汉委派为弥泸专署专员。1949年春辞职回昆明闲居，1950年去世。